# İsmail Hakkı Pekin

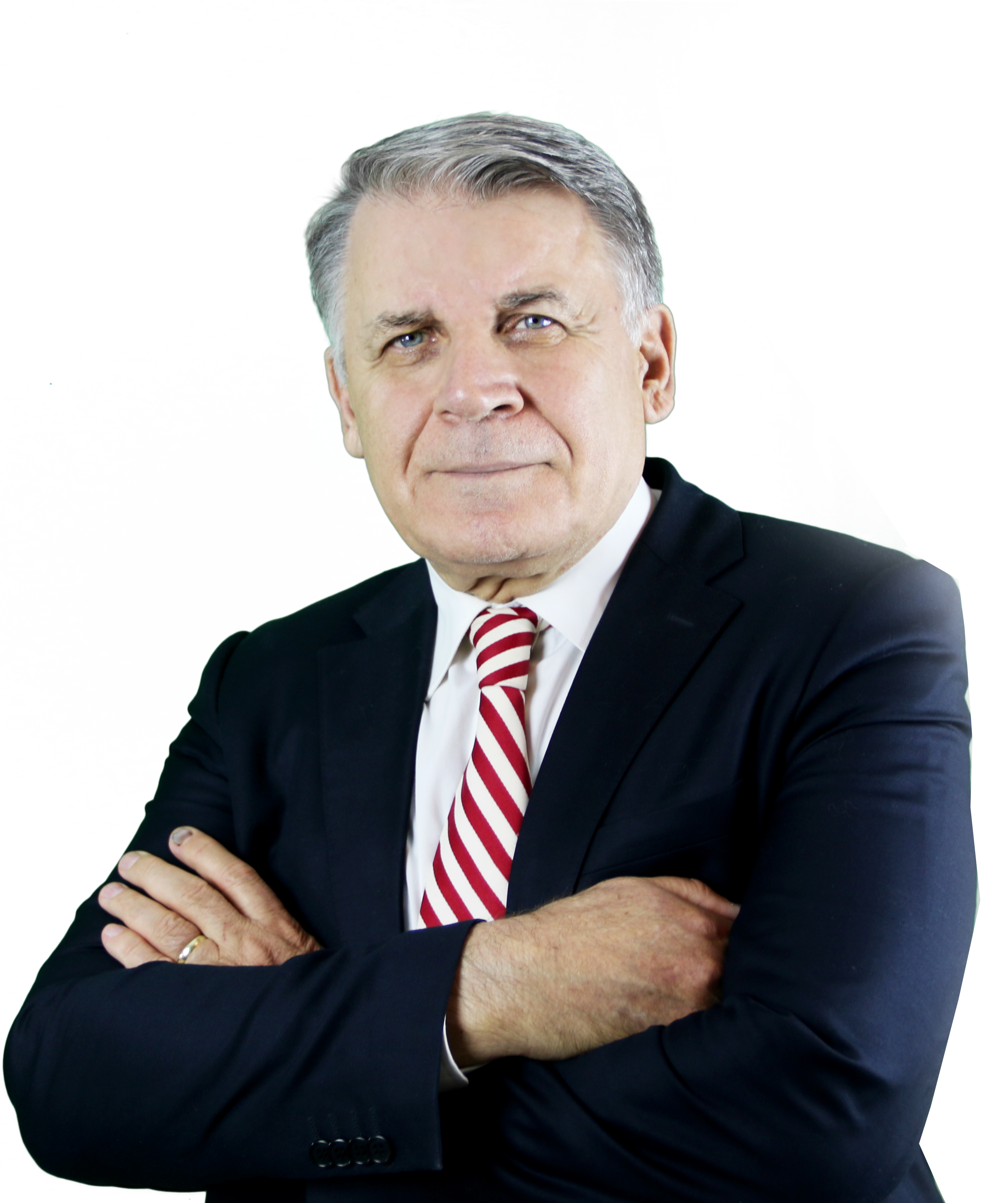
İsmail Hakkı Pekin

İsmail Hakkı Pekin (* 1951 in İznik, Provinz Bursa) ist ein türkischer ehemaliger Generalleutnant des Heeres (Türk Kara Kuvvetleri).

## Leben
Pekin begann nach dem Schulbesuch eine Offiziersausbildung an der Heeresschule (Kara Harp Okulu), die er 1972 abschloss. Nach einer darauf folgenden weiteren Ausbildung an der Infanterieschule (Piyade Okulu), die er 1973 beendete, fand er Verwendung als Offizier im 1. Fallschirmjägerbataillon der Luftlandebrigade, mit dem er an Durchführung der Operation Atilla zur Besetzung des Nordens der Insel Zypern durch die Türkei am 20. Juli 1974 beteiligt war. Anschließend war er Offizier im 7. Grenzbataillon sowie zuletzt bis 1982 am Gebirgsjägerkommandoschul- und Ausbildungszentrum. Nachdem er zwischen 1982 und 1984 den Stabslehrgang an der Heeresakademie (Kara Harp Akademisi) besucht hatte, war er von 1984 bis 1987 Leiter des Referats für Operationsausbildung der 61. Infanteriedivision und 1987 Absolvent der Streitkräfteakademie (Silahlı Kuvvetler Akademisi). Anschließend fand er zwischen 1987 und 1991 Verwendung als Offizier im Heeresausbildungskommando und danach von 1991 bis 1994 als Offizier für Heeresplanung beim türkische Militärischen Vertreter im NATO-Militärausschuss, ehe er zwischen 1994 und 1995 Chef des Stabes der 1. Mechanisierten Infanteriebrigade war. Nachdem er von 1995 bis 1997 Kommandeur des 5. Grenzregiments war, fungierte er zwischen 1997 und 1998 als Leiter des Referats für allgemeine Grundsatzplanung der Verteidigungsforschung im Hauptquartier des Heeres.
Nach seiner Beförderung zum Brigadegeneral (Tuğgeneral) am 30. August 1998 wurde Pekin Leiter der Unterabteilung Operations- und Organisationsplanung im Hauptquartier des Heeres und war danach zwischen 2000 und 2002 Kommandeur der 66. Panzerbrigade (66. Zırhlı Tugay). Am 30. August 2002 wurde er zum Generalmajor (Tümgeneral) befördert und zum Leiter der Personalabteilung im Hauptquartier des Heeres ernannt. Im Anschluss war er zwischen 2005 und 2006 in Personalunion stellvertretender Kommandierender General des IV. Korps und Kommandeur der 1. Mechanisierten Infanteriedivision (1. Mekanize Piyade Tümen).
Nachdem Pekin am 30. August 2006 zum Generalleutnant (Korgeneral) befördert worden war, wurde er Kommandierender General des zur 3. Armee gehörenden VIII. Korps (VIII. Kolordu) in Elazığ. Im Anschluss wurde er im August 2007 Leiter der Nachrichtendienstabteilung im Generalstab der Türkei. Auf diesem Posten verblieb er bis zu seiner Versetzung in den Ruhestand 2011, woraufhin er durch Generalleutnant Yaşar Güler abgelöst wurde.
Im Zuge der Ermittlung wegen der Ergenekon-Verschwörung wurde Pekin 2011 festgenommen und befand sich bis August 2013 in Untersuchungshaft. Bei der Wahl vom 7. Juni 2015 kandidierte er für die linksnationalistische, kemalistische und sozialistische Vaterlandspartei (Vatan Partisi) im Wahlkreis Ankara 1 ohne Erfolg für ein Mandat in der Großen Nationalversammlung TBMM (Türkiye Büyük Millet Meclisi).
Pekin, der mit der Bronzenen Verdienstmedaille der Türkischen Republik Nordzypern (Kıbrıs Bronz Liyakat Madalyası) ausgezeichnet wurde, ist mit Nevin Pekin verheiratet und Vater zweier Kinder. Er spricht neben Türkisch auch Englisch.

## Weblink
- Eintrag in Kim Kimdir? (Seitenaufruf am 11. September 2016)

| Personendaten    | Personendaten                            |
| ---------------- | ---------------------------------------- |
| NAME             | Pekin, İsmail Hakkı                      |
| KURZBESCHREIBUNG | türkischer Generalleutnant und Politiker |
| GEBURTSDATUM     | 1951                                     |
| GEBURTSORT       | İznik, Provinz Bursa                     |